# Mosquitos
Mosquitos ist eine US-amerikanische Band aus New York City. Bandmitglieder sind die brasilianische Sängerin JuJu Stulbach, der Gitarrist Chris Root und der Keyboarder Jon Marshall Smith. Deren Musikrichtung wird als ein Mix aus Bossa Nova und Indie-Pop beschrieben.

## Bandgeschichte
Root und Stulbach trafen sich in New York City und nahmen später zusammen erste Tracks in Ipanema, Brasilien auf. Root musste Brasilien noch vor der Fertigstellung verlassen, traf aber kurz darauf Smith in New York City. Im Jahr 2003 formierten sie sich zu der Band Mosquitos.

## Diskografie
- Mosquitos (Bar/None Records, 2003)
- Sunshine Barato (Bar/None Records, 2004)
- III (Bar/None Records, 2006)
- Mexican Dust (Six Degrees Records, 2017)

## Wissenswertes
- Chris Root ist Leadsänger der Indie-Pop-Gruppe A.M. Sixty.
- JuJu Stulbach singt in ihren Songs in Englisch und Brasilianischem Portugiesisch abwechselnd zugleich.
- Der Song Boombox wurde in den Fernsehserien Nip/Tuck – Schönheit hat ihren Preis, O.C., California, MTVs The Real World und Malcolm mittendrin (5. Staffel, Episode 13, Lois’ Schwester) gespielt.
- Stulbach coverte den Song Have You Ever Seen the Rain? von Creedence Clearwater Revival.